# Diksmuide
Diksmuide (francès i flamenc occidental Dixmude) és un municipi belga de la província de Flandes Occidental a la regió de Flandes.

## Seccions
| #    | Nom                | Superfície (km²) | Població (01/01/2007) |
| ---- | ------------------ | ---------------- | --------------------- |
| I    | Diksmuide          | 2,12             | 5.180                 |
| II   | Esen               | 17,53            | 1.854                 |
| III  | Kaaskerke          | 8,73             | 458                   |
| IV   | Beerst             | 11,66            | 1.127                 |
| V    | Vladslo            | 17,33            | 1.239                 |
| VI   | Leke               | 10,73            | 1.124                 |
| VII  | Keiem              | 12,92            | 1.298                 |
| VIII | Stuivekenskerke    | 7,34             | 160                   |
| IX   | Pervijze           | 12,23            | 886                   |
| X    | Lampernisse        | 13,62            | 198                   |
| XI   | Oostkerke          | 3,77             | 285                   |
| XII  | Oudekapelle        | 6,51             | 135                   |
| XIII | Sint-Jacobskapelle | 3,25             | 96                    |
| XIV  | Nieuwkapelle       | 7,85             | 406                   |
| XV   | Woumen             | 13,83            | 1.307                 |

Font: www.westhoek.be

## Evolució demogràfica
Font:NIS
- 1924: annexió d'Esen (+300 habitants)
- Fusió de 1965: incorporació d'Esen i Kaaskerke (+2.423 habitants)
- Fusió de 1977: incorporació de Beerst, Driekapellen, Leke, Pervijze, Vladslo i Woumen; (+8.625 habitants)

## Localització

Mapa de Diksmuide

| - a. Zande (Koekelare) - b. Koekelare - c. Bovekerke (Koekelare) - d. Werken (Kortemark) - e. Zarren (Kortemark) - f. Klerken (Houthulst) - g. Jonkershove (Houthulst) - h. Merkem (Houthulst) - i. Reninge (Lo-Reninge) - j. Lo (Lo-Reninge) - k. Alveringem - l. Zoutenaaie (Veurne) - m. Eggewaartskapelle (Veurne) - n. Avekapelle (Veurne) - o. Veurne - p. Ramskapelle (Nieuwpoort) - q. Schore (Middelkerke) - r. Sint-Pieters-Kapelle (Middelkerke) |

## Història

### Edat mitjana
En el segle ix, els francs es va establir en el que van anomenar "Dicasmutha", un indret proper a IJzer. Cap al segle x, s'hi va crear una capella i la plaça del mercat. Els murs defensius van ser construïts en 1270. L'economia es basava ja llavors principalment en l'agricultura, en productes làctics i lli. Des del segle XV a la Revolució francesa, Diksmuide es va veure afectada per les guerres que van enfrontar els Països Baixos, França, Espanya, i Àustria.

### Guerres mundials
Al començament de la primera guerra mundial, les tropes alemanyes van travessar la frontera belga prop Arlon, després van continuar cap al Mar del Nord per a assegurar els ports francesos de Calais i Dunkerque. Durant el temps que va trigar a arribar l'exèrcit alemany a Diksmuide, a l'octubre de 1914, els belgues havien descabalat el riu IJzer i havien inundat l'àrea. La ciutat primer va ser atacada sobre el 16 d'octubre de 1914, la qual cosa va marcar el principi de la batalla de l'IJzer. AL final de la batalla la ciutat havia estat totalment destruïda, encara que va ser reconstruïda en els anys 20.

## Llista de burgmestres
- Basile Baert (-1915)
- Theodoor Vanhoutte (1920-1924)
- Arthur Baert (1924-1926)
- Alphonse De Keyser (1927-1932)
- Julien Titeca (1933-1946)
- Emile Missiaen (1947-1952)
- Jules Van Coillie (1953-1973)
- Hendrik Laridon (1973-2000)
- Lieve Van Damme (2001-2004)
- Geert Debaillie (2004-2006)
- Lies Laridon (2007-)

## Personatges il·lustres
- Michel Pollentier, ciclista
- Jacobus Clemens non Papa, compositor, mort a Diksmuide entre 1556 i 1558

## Agermanaments
- Ploemeur
- Rottach-Egern
- Ellesmere